# Горње Зделице
Горње Зделице су насељено место у саставу општине Капела, Бјеловарско-билогорска жупанија, Република Хрватска.

## Историја
До територијалне реорганизације у Хрватској, налазиле су се у саставу старе општине Бјеловар.

## Становништво
На попису становништва 2011. године, Горње Зделице су имале 128 становника.

## Попис1991.
На попису становништва 1991. године, насељено место Горње Зделице је имало 263 становника, следећег националног састава:
| Попис 1991.‍ | Попис 1991.‍ | Попис 1991.‍ | Попис 1991.‍ | Попис 1991.‍ |
| ----------- | ----------- | ----------- | ----------- | ----------- |
|             |             |             |             |             |
| Хрвати      | Хрвати      |             | 259         | 98,47%      |
| непознато   | непознато   |             | 4           | 1,52%       |
| укупно: 263 |             |             |             |             |